# بيترسبورغ (نيويورك)
بيترسبورغ (بالإنجليزية: Petersburgh, New York)‏ هي بلدة أمريكية تقع في الولايات المتحدة في مقاطعة رينسيلير، نيويورك. يقدر عدد سكانها بـ 1,525 نسمة ومساحتها 107.8 كم2 وترتفع عن سطح البحر 169 متر.